# Heðin Brú
Heðin Brú, właśc. Hans Jacob Jacobsen (ur. 7 sierpnia 1901 w Skálavík, zm. 18 maja 1987 w Thorshavn) – farerski prozaik i tłumacz.
Heðin Brú urodził się w rodzinie chłopskiej. Kształcił się w szkole rolniczej w Kongens Lyngby. Pracował jako rolnik i rybak. Pisał powieści oraz nowele, które wyróżniają się prostym językiem, ludowym humorem oraz optymizmem. Tłem jego twórczości było życie „prostych ludzi na Wyspach Owczych”.

## Wybrana twórczość
(opracowano na podstawie materiału źródłowego)
- Lognbrá (pol. Odbicie powietrza; powieść, 1930)
- Fastatøkur (pol. Silny chwyt; powieść, 1935)
- Fjallaskuggin (pol. Cień skały; zbiór nowel 1936)
- Honor biedaka (oryg. Feðgar á ferð; powieść, 1940)